# James Augustus Grant
 James Augustus Grant  (11 abril 1827 - 11 de febrer de 1892) va ser un explorador escocès que va recórrer la part oriental de l'Àfrica equatorial.
Grant va néixer a Nairn, a la regió escocesa dels Highlands, on el seu pare era predicador i va ser educat a l'escola primària i al Marischal College d'Aberdeen. El 1846 va ingressar en l'exèrcit indi, va combatre en la Segona guerra sikh, desenvolupada entre els anys 1848 i 1849, i també va estar present durant la Rebel·lió de l'Índia de 1857, i ferit en les operacions de replegament sobre Lucknow.
Va tornar a Anglaterra el 1858, i el 1860 es va unir a John Hanning Speke en la memorable expedició que va resoldre la qüestió de les fonts del Nil. Van sortir de l'illa de Zanzíbar a l'octubre de 1860 i van arribar a Gondokoro, el febrer de 1863, on els viatgers van estar de nou en contacte amb el que ells consideren la civilització, al febrer de 1863. Speke era el líder de l'expedició, però Grant va dur a terme diverses investigacions de forma independent i va aconseguir reunir valuoses col·leccions botàniques. Va actuar en tot moment amb absoluta fidelitat envers el seu camarada.
El 1864 va publicar un llibre sobre el viatge,  A Walk across Àfrica  ( Un passeig a través d'Àfrica ), en el qual tracta particularment la vida ordinària dels nadius de les regions que van visitar, descrivint els seus costums, les activitats diàries i els sentiments de les persones, també recalca el valor econòmic dels països travessats. El 1864 va ser guardonat amb la medalla de l'Royal Geographical Society, i el 1866 se li va concedir l'Orde del Bany en reconeixement dels seus serveis en l'expedició.
Grant va servir en el departament d'intel·ligència de l'expedició abisinia de 1868, per la seva participació en la mateixa li va ser imposada Orde de l'Estrella de l'Índia, rebent també la medalla d'Abissínia. Al final de la guerra es va retirar de l'exèrcit amb el rang de tinent coronel, Grant es va casar el 1865 i es va establir a la seva localitat natal de Nairn, on va morir el 1892, va fer contribucions a les revistes de diferents societats científiques, i és la més destacada " Botany of the Speke and Grant Expedition " (Botànica de l'expedició de Speke i Grant), per a la  Linnean Society .

## Publicacions
- A walk across Afrika, or Domestic Scenes from My Nile Journal . Edinburgh & London: William Blackwood 1864
- Summary of the Speke and Grant Expedition . (In: Journal of the Royal Geographical Society. 1872)
- Botany of the Speke and Grant Expedition . (In: Transactions of the Linnean Society. 1872)
- Khartoom as I saw it in 1.863 . London: W. Blackwood, 1885